# Cmentarz wojenny w Tuszowie
Cmentarz wojenny w Tuszowie – cmentarz z okresu I wojny światowej znajdujący się w gminie Jabłonna, Powiat lubelski. Cmentarz usytuowany około 20 m od drogi Lublin - Bychawa. Ma kształt Prostokąta o wymiarach około 55 m x 39 m i powierzchnię około 2150 m². Cmentarz teren otoczony jest wałem o wysokości około pół metra. Zarośnięty jest drzewami.
Na cmentarzu widoczne są obecnie dwie duże mogiły zbiorowe w formie prostokątnych kopców o wymiarach 16m na 7 m i wysokości 1,5m. Na każdym z nich umieszczony jest metalowy krzyż. Pozostałe mogiły są w zasadzie zatarte.

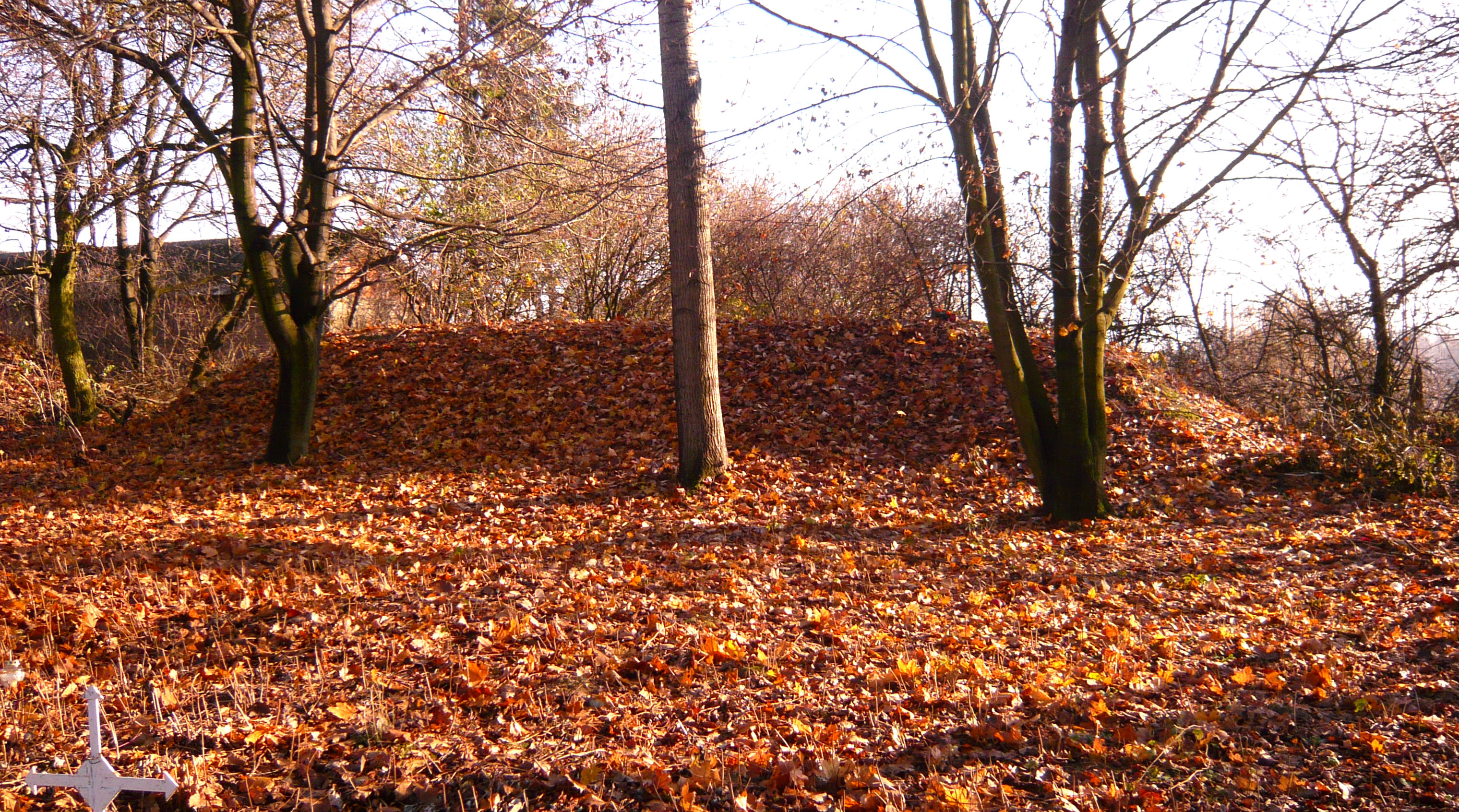
Widok jednego z kopców

Na cmentarzu pochowanych prawdopodobnie około 400 żołnierzy poległych w I wojnie światowej w czasie walk na linii obrony rosyjskiej Trawniki - Bychawa - Chodel w dniach 23-26 lipca 1915 roku:
- żołnierzy austro-węgierskich,
  - m.in. z 14 Pułk Piechoty Austro-Węgier oraz 17 rzeszowskiego Pułku Piechoty Landsturmu.
- żołnierzy armii carskiej.